# Saint-Hilaire-de-Villefranche
Saint-Hilaire-de-Villefranche község Franciaország Új-Aquitania régiójában, Charente-Maritime megyében. Új községként 2019. január 1-jén jött létre a korábbi Saint-Hilaire-de-Villefranche és La Frédière község egyesítésével.
Lakosainak száma 1350 fő (2022. január 1.). Saint-Hilaire-de-Villefranche Asnières-la-Giraud, Mazeray, Grandjean, Taillebourg, Annepont, Juicq, Le Douhet, Écoyeux, Bercloux és Nantillé községekkel határos.

## Népesség
A település népessége az elmúlt években az alábbi módon változott:
| Lakosok száma | 1321 | 1320 | 1319 | 1328 | 1339 | 1350 |
|               | 2017 | 2018 | 2019 | 2020 | 2021 | 2022 |